# دنیل استوریج
دنیل آندره استوریج (هلندی: Daniel Andre Sturridge؛ زادهٔ ۱ سپتامبر ۱۹۸۹) بازیکن فوتبال اهل انگلستان است.

## باشگاه‌ها
وی سابقه بازی در منچستر سیتی، چلسی، بولتون واندررز لیورپول، وست برومویچ، ترابزون‌اسپور و پرث گلوری را دارد.
استاریج از سال ۲۰۰۴ تاکنون تمامی رده‌های سنی در سطح ملی را طی کرده‌است.

## تیم ملی
استوریج در تمام سطوح ملی انگلیس بازی کرده است. وی در تاریخ ۱۵ نوامبر ۲۰۱۱ نخستین بازی ملی خود را در مقابل تیم ملی فوتبال سوئد انجام داد و با حضور در ۲ بازی ملی، در تاریخ ۲۹ فوریه ۲۰۱۲ واپسین بازی ملی‌اش را در برابر تیم ملی فوتبال هلند برگزار کرد. استوریج در بازی‌های المپیک تابستانی ۲۰۱۲، جام جهانی ۲۰۱۴ و یورو ۲۰۱۶ عضوی از تیم ملی انگلستان بود.

## زندگی حرفه‌ای
استوریچ در بیرمنگام به دنیا آمد. وی در سال ۲۰۰۳ به آکادمی منچستر سیتی پیوست.